# Centropyge eibli
Centropyge eibli är en fiskart som beskrevs av Klausewitz, 1963. Centropyge eibli ingår i släktet Centropyge och familjen Pomacanthidae. IUCN kategoriserar arten globalt som livskraftig. Inga underarter finns listade i Catalogue of Life.